# Powiat Prievidza
Powiat Prievidza (słow. okres Prievidza) – słowacka jednostka podziału administracyjnego znajdująca się w kraju trenczyńskim, zajmuje obszar 960 km². Powiat Prievidza zamieszkiwany był przez 140 444 obywateli (w roku 2001), średnia gęstość zaludnienia wynosiła 146,30 osób na km².

## Podział administracyjny
Miasta: Bojnice, Handlová, Nováky i powiatowa Prievidza.
Gminy:
- Kamenec pod Vtáčnikom
- Lehota pod Vtáčnikom
- Podhradie
- Zemianske Kostoľany